# Samurai Umpires in the USA
Samurai Umpires in the USA（サムライアンパイアーズインザユーエスエー、2009年10月）は、アメリカのマイナーリーグでアンパイア（野球審判員）を務める6人の日本人を2008年-2009年シーズンにかけて密着したドキュメンタリースタイルの日本映画。
2010年シーズン、マイナーリーグに所属している日本人アンパイアは、平林岳（トリプルA・パシフィックコーストリーグ所属、元パ・リーグ審判員）と、濱野太郎（ミドルA・ミッドウェストリーグ所属、元セ・リーグ審判員）だけであるが、映画ではこの2人に加え、2008年-2009年シーズンにマイナーリーグに在籍していた野中雅貴、新出悠太、吉岡敦史、井上公裕についても取材し、通常の報道ではまず伝えられることのない、アメリカ・マイナーリーグの下部クラスで行なわれている野球、そしてアンパイアのオン／オフ・フィールドの様子を伺うことができる。

## 制作スタッフ
- 監督/プロデューサー/脚本/撮影/編集：田中隆行
- プロデューサー：クリス・ノースロップ
- 撮影監督：船橋克
- 撮影助手：高村千絵
- 音楽：今井秀行
- ナレーション（日本語版）：森永明日夏
- ナレーション（英語版）：デレニー・マーレイ
- 英語字幕翻訳：トッド・ゴールドマン